# Israyel Akopkojián
Israyel Akopkojián –en ruso, Исраел Акопкохян; en armenio, Իսրայել Հակոբկոխյան, Israyel Hakobkojian– (Ereván, URSS, 21 de enero de 1960) es un deportista soviético de origen armenio que compitió en boxeo.
Ganó dos medallas en el Campeonato Mundial de Boxeo Aficionado, oro en 1989 y plata en 1991, y tres medallas de oro en el Campeonato Europeo de Boxeo Aficionado entre los años 1985 y 1991.

## Palmarés internacional
| Campeonato Mundial | Campeonato Mundial  | Campeonato Mundial | Campeonato Mundial |
| Año                | Lugar               | Medalla            | Categoría          |
| ------------------ | ------------------- | ------------------ | ------------------ |
| 1989               | Moscú (URSS)        | Medalla de oro     | 71 kg              |
| 1991               | Sídney (Australia)  | Medalla de plata   | 71 kg              |
| Campeonato Europeo |                     |                    |                    |
| Año                | Lugar               | Medalla            | Categoría          |
| 1985               | Budapest (Hungría)  | Medalla de oro     | 67 kg              |
| 1989               | El Pireo (Grecia)   | Medalla de oro     | 71 kg              |
| 1991               | Gotemburgo (Suecia) | Medalla de oro     | 71 kg              |